# George Curzon-Howe (2e comte Howe)
George Augustus Frederick Louis Curzon-Howe, 2e comte Howe (16 janvier 1821 - 4 février 1876) est un pair britannique et un homme politique du parti conservateur.

## Biographie
Il est le fils aîné de Richard Curzon-Howe (1er comte Howe) et de sa première épouse, Harriet Georgiana Brudenell.
Il est capitaine « vicomte Curzon » dans le régiment de Cavalerie du Prince Albert de la Leicestershire Yeomanry en 1846. Son père, le comte Howe, est lieutenant-colonel du régiment à l'époque et est plus tard le lieutenant-colonel commandant en 1861. En 1861, George est promu lieutenant-colonel et partage le poste de colonel avec le lieutenant-colonel Charles Powys. En 1870, il devient lieutenant-colonel commandant à la mort de son père, jusqu'à sa propre mort en 1876.
Il est député de la division sud de Leicestershire de 1857 à 1870.
Il est un chasseur passionné et exposant ses chiens lors de concours. Il est le premier président de la Birmingham Dog Show Society, de 1860 à 1863, puis de nouveau en 1870, 1872, 1874 et 1875.
Jusqu'à la mort de son père, George Curzon-Howe est titré le "vicomte Curzon" (la coutume britannique est que l'héritier d'un comte soit désigné comme un vicomte). À la mort de son père en 1870, Curzon-Howe obtient le titre de 2e comte Howe. À sa mort, le 4 février 1876, à l'âge de 55 ans, ses titres sont transmis à son frère Richard Curzon-Howe (3e comte Howe).

## Famille
Le 3 février 1846, il épouse Harriet Mary Sturt, fille de Henry Charles Sturt et de son épouse Charlotte Penelope Brudenell, et ils ont une fille, Harriet Alice Howe décédée le 13 avril 1875.